# NGC 3173
NGC 3173 (również PGC 29883) – galaktyka spiralna (Sc), znajdująca się w gwiazdozbiorze Pompy. Odkrył ją John Herschel 24 marca 1835 roku.